# Bilbao
Bilbao (baszkul Bilbo) Baszkföld legnépesebb és legjelentősebb városa, Vizcaya (Bizkaia) tartomány közigazgatási központja. A baszkok nemzeti fővárosuknak tekintik. Nagy̠-Bilbao comarcája az 5. legnagyobb városi terület az országban.

## Fekvése
Az Ibériai-félsziget északi részén fekvő városon a Nervión (Nerbioi) folyó folyik keresztül, a várostól északra található a Vizcayai-öböl (más néven Bilbao-öböl).

## Története
A várost 1300. június 15-én alapította Don Diego López de Haro, Vizcaya grófja. Azelőtt már létezett Bilbao mai helyén egy római kori település Bellum Vadum néven.
A 19-20. századi erős iparosodása folytán Spanyolország második legiparosodottabb régiójává vált, Barcelona után.

## Közigazgatása
| Bilbao kerületei és a szomszédos területek | A város nyolc kerületre oszlik: 1. Deusto 2. Uríbarri 3. Otxarkoaga-Txurdinaga 4. Begoña 5. Ibaiondo 6. Abando 7. Rekalde 8. Basurto-Zorrotza |

## Sport
A város legismertebb sportegyesülete az Athletic Bilbao, amely egyben Spanyolország egyik legpatinásabb labdarúgóklubja. 1898-as alapítása óta 8 spanyol bajnoki címet szerzett és az FC Barcelonával, illetve a Real Madriddal együtt alkotja azt a klasszikus spanyolországi hármast, amely még sohasem kényszerült elhagyni a Primera Divisiónt, a spanyol labdarúgó bajnokság első osztályát.

## Híres emberek
Itt született
- Juan Crisóstomo de Arriaga (1806–1826) zeneszerző
- Miguel de Unamuno (1864–1936) író
- Joaquín Achúcarro (1932) zongoraművész
- Joaquín Almunia (1948) politikus

## Képek

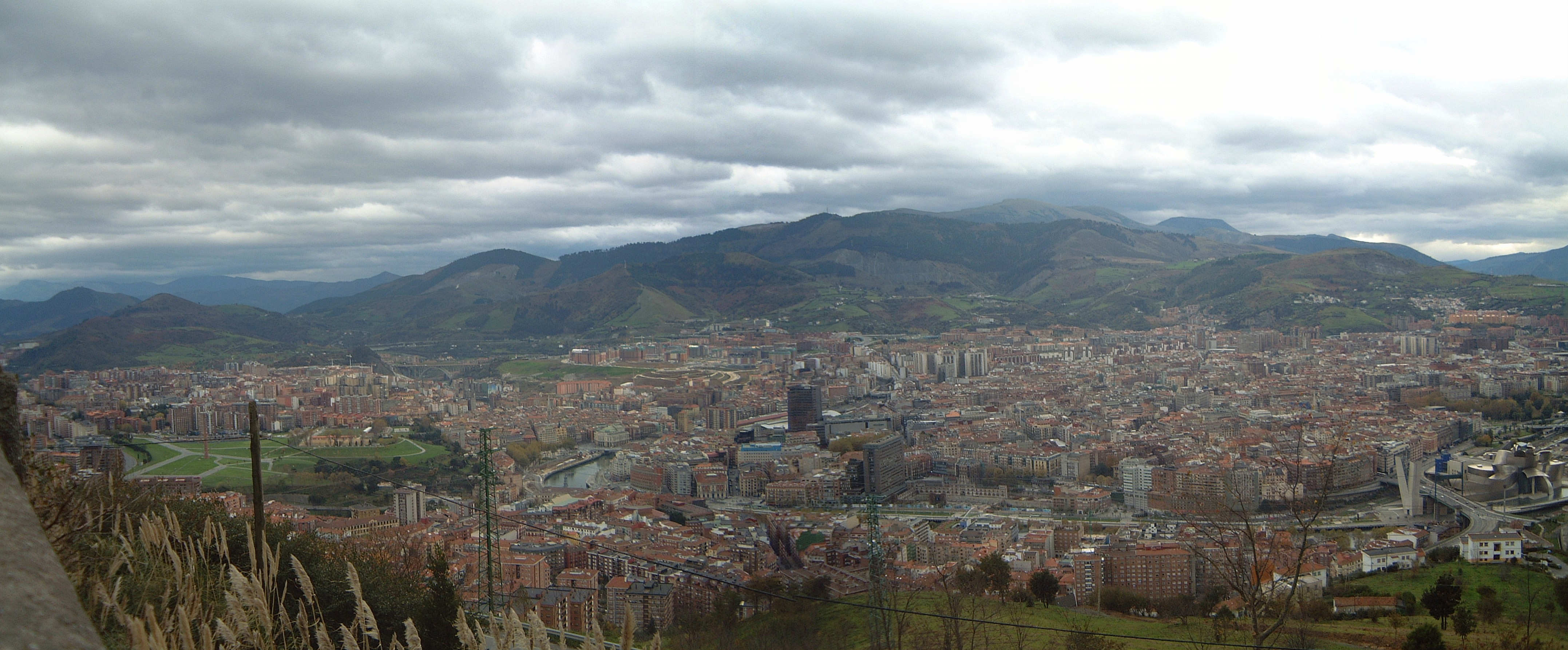
Bilbaói panoráma
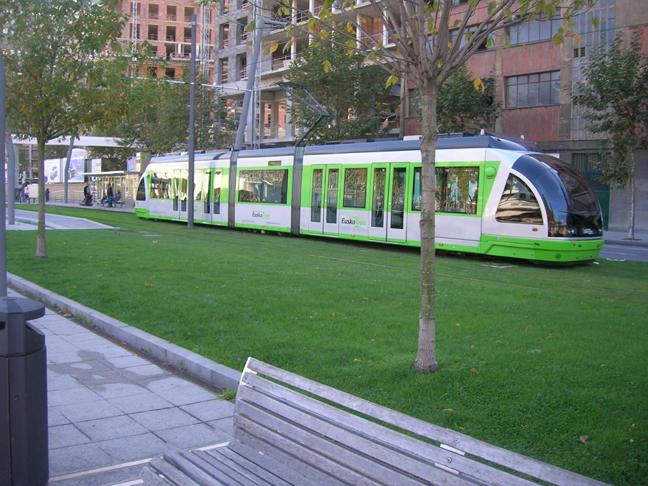
Bilbaói villamos

## Testvérvárosai
- Bordeaux, Franciaország
- Buenos Aires, Argentína
- Medellín, Kolumbia
- Pittsburgh, USA
- Prága, Csehország
- Qingdao, Kína
- Rosario, Argentína
- Sant Adrià de Besòs, Katalónia, Spanyolország
- Tbiliszi, Grúzia

## Népesség
A település lakosságának változását az alábbi diagram mutatja:
| Lakosok száma | 353 943 | 354 317 | 353 168 | 354 860 | 351 629 | 346 574 | 345 110 | 346 843 | 344 127 | 348 089 |
|               | 2001    | 2004    | 2007    | 2009    | 2012    | 2014    | 2017    | 2019    | 2022    | 2024    |